# 阿尔戈斯与瑙普利亚领地
中世纪后期，希腊摩里亚（伯罗奔尼撒半岛）的阿尔戈斯（希臘語：Άργος）和瑙普利亚（今纳夫普利翁，希腊语：Ναύπλιο，中世纪时称Ἀνάπλι；法语：Naples de Romanie，即“罗马土地上的那不勒斯”）两座城市在第四次十字军东征后的拉丁人的统治下，成为一个封建领地。
1211-1212年，这两座城市被征服，亚该亚亲王戈弗雷一世将其作为封建领地封给了雅典公爵奥顿一世。此后，这一领地由拉罗什家族相传六代，绝嗣后随雅典公国被布列讷家族继承。雅典公国本身于1311年被加泰罗尼亚佣兵团征服，但布列讷家族仍保有这块领地，并继续自称雅典公爵。戈蒂埃六世（1311-1356年在位）的生涯基本在法国度过，仅于1331年尝试从加泰罗尼亚人手中收复雅典，但以失败告终。他死后，侄子居伊（属昂吉安家族）继承了这块领地，后在希腊定居。1370-1371年，他与兄长一起进攻加泰罗尼亚领地，仍以失败告终。1376年，居伊去世，领地由其女儿玛丽继承，她与她来自威尼斯的丈夫皮埃特罗·科尔纳罗共同统治这片领地，直到1388年后者去世。在此期间，这里实际上成了威尼斯共和国的属地，丈夫死后不久，玛丽就把领地卖给威尼斯，自己回到威尼斯生活。但摩里亚专制国（拜占庭帝国的一部分）君主狄奥多尔一世（1383-1407年在位）赶在威尼斯之前占领了阿尔戈斯，他的盟友雅典公爵内里一世则占领了瑙普利亚。瑙普利亚很快被威尼斯夺回，阿尔戈斯则于1394年被威尼斯占领。此后威尼斯共和国稳定控制两地，直到15-16世纪被奥斯曼帝国夺取。

## 历史

中世纪后期的摩里亚（伯罗奔尼撒）

13世纪的最初几年，即第四次十字军到达拜占庭之前，阿尔戈斯和瑙普利亚由独立的希腊地方豪强利奥·斯古罗斯割据。由于当时拜占庭帝国中央权力衰弱，许多像利奥一样的地方官员都开始割据自守，利奥以他的家乡瑙普利亚为据点，夺取了阿尔戈斯和科林斯，并进攻雅典，但没能占领雅典卫城。1205年初，利奥进军维奥蒂亚和色萨利，但被南下的十字军领袖，刚受封塞萨洛尼基国王的蒙菲拉特的博尼法斯击败。博尼法斯占领了色萨利、维奥蒂亚和阿提卡，封其几个部下为男爵，他的一部分军队还进入摩里亚（伯罗奔尼撒的中世纪称呼）。即使博尼法斯和利奥相继于1207年和1208年死去，利奥的部下仍然坚守阿尔戈斯、瑙普利亚、科林斯三地。十字军则一直保持围攻，于1210年拿下科林斯卫城，阿尔戈斯和瑙普利亚则于1212年被攻陷。雅典的领主奥顿一世（1205-1225或1234年在位）是攻城的核心人物，因此亚该亚亲王戈弗雷一世（1209-1229年在位）将阿尔戈斯与瑙普利亚作为一块领地封给他，同时还赐予他来自科林斯的400高纯金币收入。达马拉（Damala，今特里津）和阿尔戈里德（Argolid）同样被封给奥顿，但很快转入拉罗什家族的另一分支，成为亚该亚属下的一个男爵领，称韦利戈斯蒂男爵领。尽管这些“法兰克人”（地中海东部地区对西欧人的称呼）建立起了封建制度，但他们在当地人口中只占少数，希腊裔上层虽服务于法兰克人，但其地产、东正教信仰都未受干涉，仍保留着拜占庭式生活方式，拜占庭式教堂的持续修建就是明证。

### 拉罗什家族的统治
奥顿一世死于1225年或1234年，其领地被分割，阿尔戈斯和瑙普利亚由他的同名儿子奥顿继承，雅典则由另一个儿子居伊继承，而在法国的领地二人均继承一部分。1251年4月，奥顿把他的希腊领地卖给居伊，换取1.5万高纯金币和后者在法国的领地和宣称权。
1224年，希腊人政权伊庇鲁斯专制国夺取塞萨洛尼基，塞萨洛尼基王国崩溃，亚该亚亲王国成为南希腊最强大的拉丁人政权，其也开始了吞并其他拉丁小国的进程，亲王纪尧姆二世（1246-1278年在位）在其统治前期将国家的势力推到顶峰。居伊因持有阿尔戈斯与瑙普利亚和底比斯的半部这两块领地而成为纪尧姆的封臣。因此，他履行义务，于1246-1248年参加了纪尧姆对摩里亚的最后一个希腊据点——莫奈姆瓦夏的围攻。大约同时，纪尧姆从拉丁帝国皇帝那里获得了群岛公国和内格罗蓬特三主国（优卑亚岛）的领主权，可能还包括波多尼察侯国，凯法利尼亚伯国也承认他的领主权。纪尧姆的巨大野心让拉丁小领主们十分不安，最终酿成了优卑亚继承战争（1256-1258年），居伊在这场战争中农反抗纪尧姆，但被击败，被迫屈服。
1259年，纪尧姆在佩拉戈尼亚战役中被拜占庭军俘虏，1261年的和约中，拜占庭皇帝米海尔八世（1259-1282年在位）要求亚该亚割让摩里亚东南部的数个堡垒（包括莫奈姆瓦夏、米斯特拉斯、大迈内城堡，可能还有耶龙斯雷斯），以换取纪尧姆的自由。拜占庭史家乔治·帕希梅莱斯记载，米海尔八世也要求割让阿尔戈斯与瑙普利亚，但这里后来仍被拉丁人控制。拉丁人利卡里奥曾任拜占庭帝国的海军将领，他手下的海盗曾多次袭击这一地区。

### 布列讷家族的统治

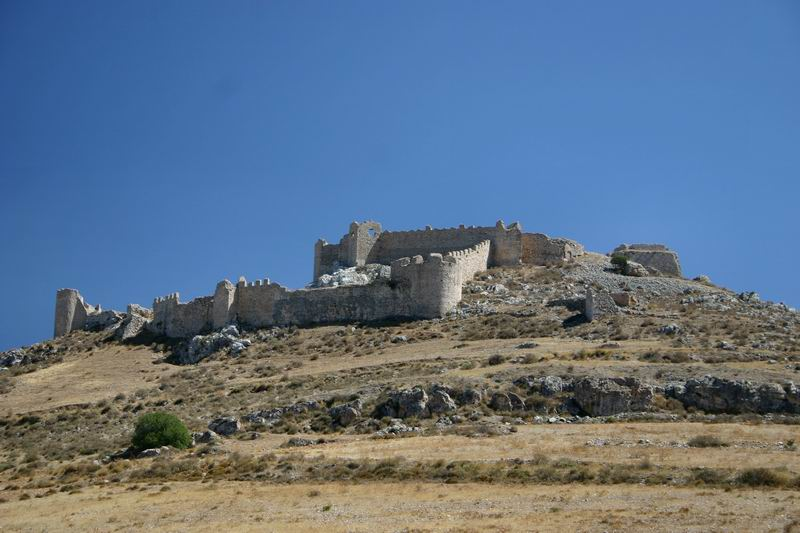
拉里萨 (阿尔戈斯)，阿尔戈斯的卫城，13-14世纪曾大范围加固

1309年，戈蒂埃一世·德布列讷在拉罗什家族绝嗣后被贵族议会选为新的雅典公爵，但在1311年3月的阿米洛斯战役中，雅典公国军队被加泰罗尼亚佣兵团打得大败，戈蒂埃一世与许多贵族葬身沙场。战后，加泰罗尼亚佣兵团接管了雅典公国，在希腊的拉丁人势力大损，加泰罗尼亚人更进一步威胁要进攻摩里亚，夺取阿尔戈斯与瑙普利亚。戈蒂埃的遗孀让娜·德沙蒂永在雅典短暂抵抗后返回法国，求援于她的父亲，法国王室统帅戈谢五世·德沙蒂永，1312年11月22日，她以自己的名义在领地上任命了代管。
之后的几年中，让娜在教皇和安茹王朝统治的那不勒斯王国的支持下，不断输送人员和物资到希腊，当地的两个拉丁人，弗朗索瓦·德富什罗勒（Foucherolles）和他的兄弟戈蒂埃以她的名义控制这片领地。他们二人坚定地效忠于布列讷家族，使得在接下来的十年中，尽管面对加泰罗尼亚人的蹂躏，这片土地仍保留在其原主人手中。不过花费也是巨大的，让娜因此负债累累。1321年1月，她的儿子戈蒂埃成年，但他拒绝承担母亲的债务，法王腓力五世（1316-1322年在位）为此做出仲裁，判定其母的债务中的7千图尔里弗应由他偿还，其母则负责剩余的部分。
教皇克莱孟五世（1305-1314年在位）和若望二十二世（1316-1334年在位）支持布列讷家族的宣称，并对加泰罗尼亚佣兵团抱有坚定的立场：其成员被绝罚，他们攻击基督教兄弟的行为被谴责，其他拉丁希腊领主还被鼓励攻击兵团。克莱孟五世要求阿拉贡国王海梅二世（1291-1327年在位）居中协调，迫使加泰罗尼亚人放弃雅典，但后者的呼吁被无视。随后克莱孟又要求医院骑士团提供三到四艘桨帆船及相应的人员，用于保卫布列讷家族的领地，1314年，又规定所有在雅典公国的圣殿骑士团成员都要听从戈谢五世（让娜的父亲）的命令，对抗加泰罗尼亚人。然而，威尼斯人的不支持损害了布列讷家族恢复旧地的力量，尽管威尼斯与加泰罗尼亚兵团在优卑亚岛问题上有分歧，但1319年双方达成协议，此后维持了数十年的和平。
1321年后，戈蒂埃二世数次宣布他将要进攻希腊，夺回雅典公国，但财政拮据和对那不勒斯国王的义务迫使他长期留在意大利。1328年，他甚至短暂地与加泰罗尼亚人达成休战，1330年后，他才开展真正的行动。1339年6月，教皇若望二十二世颁布令戈蒂埃进行“十字军东征”的诏书，并令意大利和希腊的主教宣扬针对加泰罗尼亚人的“十字军”；不久之后，那不勒斯国王罗贝托一世（1309-1343年在位）也向这次行动提供支持，允许他的附庸加入战斗。但威尼斯人对此并不支持，于1331年4月与加泰罗尼亚佣兵团续签和约。同年8月，戈蒂埃二世从布林迪西起航，首先攻击了拉丁人统治的凯法利尼亚与扎金索斯行宫伯国，后又袭击了希腊人统治的伊庇鲁斯专制国，迫使两国承认罗贝托一世的宗主地位。他计划从维奥蒂亚，也就是雅典公国的北面发起进攻，但对手不愿与他野战，而是退入底比斯和雅典城内。戈蒂埃二世没能消灭敌方主力，他也没有足够的资金来支持漫长的围城消耗战，当地的希腊民众也不支持他。到1332年夏天，这次远征明显已经失败，戈蒂埃返回布林迪西。他的远征为自己夺取了萊夫卡斯島和沃尼察，并短暂重建了安茹王朝对西希腊的宗主权，但主要目标没能实现，背在他头上的债务甚至比之前更多。这次远征对阿尔戈斯和瑙普利亚的影响难以确定，他似乎都没有亲自造访这块领地。
这次失败并没有使戈蒂埃二世放弃他夺回希腊领地的计划，教皇也继续站在他一边，后又数次重申对加泰罗尼亚佣兵团的绝罚，但威尼斯始终不愿为戈蒂埃提供帮助，他的目标也无从实现。之后他在意大利和法国冒险，1356年，他以法国王室统帅的身份参加普瓦捷战役，战死沙场。1332年，阿尔戈斯和瑙普利亚曾遭艾登王朝（属安纳托利亚诸贝伊国）的乌穆尔贝伊袭击，同时该领地还遭遇长期饥荒，需要从意大利进口粮食。同时，拜占庭帝国势力也开始了对摩里亚的再征服，1320年左右，他们夺取了阿卡迪亚和库努里亚的大部分。外部威胁使得戈蒂埃二世决心在这块领地上修建两个城堡，第一座于1347年修建完成，位于今基韦利（法语名为Chamires），与瑙普利亚隔阿尔戈利斯湾相望；第二座在更远的东面，今名塞尔米斯（Thermisi），位于伊兹拉岛对岸。尽管曾遭到外敌掠夺，但这片领地仍相当繁荣，其土地相当肥沃，粮食生产、畜牧业、葡萄种植都可发展，阿尔戈利斯湾渔业发达，塞尔米斯附近还有一片盐田。14世纪后期的档案显示，这块领地出口的产品包括长角豆、葡萄干（黑科林斯葡萄）、树脂、橡子中提取的染料、棉服、亚麻服饰等。

### 昂吉安家族的统治
戈蒂埃二世唯一的儿子死于1331年，他本人死后，领地和宣称权传给了妹妹伊莎贝尔·德布列讷和她的丈夫戈蒂埃·德昂吉安，这对夫妇又立即把这些土地分给几个儿子。他们的次子（长子已去世）西热·德昂吉安得到布列讷伯国和对雅典公国的宣称权，幼子昂热尔贝（Engelbert）分得阿尔戈斯和瑙普利亚，以及戈蒂埃二世在塞浦路斯的领地，但他不愿意承担保卫希腊领地的重任，于是与他的兄长居伊交换领地，得到拉姆吕。居伊由此成为“阿尔戈斯、瑙普利亚和基韦利的领主” 。
尼古拉·德富什罗勒（Nicholas de Foucherolles）在过去十几年中一直任“代管”，负责管理这片领地。而居伊先后任命两个美第奇家族成员取代了他，其中一人被称为皮耶尔·坦特内斯（Piere Tantenes，雅典的皮耶尔），也被叫做“亚特罗（Yatro，希腊语“医生”，美第奇的希腊叫法）”1357-1360年左右任职，另一人叫阿拉尔多或阿韦尔拉多（Arardo或Averardo），1360–1364年左右任职。他的统治并不受欢迎，1360年当地人发起叛乱，现代史家萨诺斯·孔迪利斯（Thanos Kondylis）认为，尼古拉可能在幕后煽风点火，趁阿韦尔拉多对无花果和葡萄干征税的时机，派人把居伊的士兵封锁在城堡里。居伊本人随后前来领地居住，情况有所改善，1364年12月，他在瑙普利亚发布了一道有利于贾科莫（Jacomo）的命令——后者是措雅（Tzoya）的领主，尼古拉的女婿。居伊又与当地贵族联姻，以巩固对领地的控制，但他妻子的具体身份难以确定，15世纪的《法兰克诸君编年史》（Chronographia regum francorum）记载居伊的妻子是阿尔卡迪亚男爵之女，这个男爵可能就是埃拉尔三世·拉莫尔（Erard III le Maure）；17世纪佛兰德史学家弗莱迪乌斯则称新娘是个希腊人，名叫博内（Bonne）或玛丽；19世纪史学家卡尔·霍普夫假设博内就是尼古拉·德富什罗勒的女儿，但并没有证据，然而这种说法却在当今研究中被普遍接受。
居伊在位期间，这片领地受到奥斯曼土耳其的威胁，据《法兰克诸君编年史》的说法，他证明了自己是个勇敢的领导者。为了进一步确保领地的安全，他于1362年7月22日成为威尼斯公民，这预示了威尼斯人将更广泛地插手这一地区的事务。1364年9月，亚该亚及塔兰托亲王罗伯托无嗣而终，其弟塔兰托亲王菲利波二世与其遗孀玛丽·德波旁爆发了争夺亚该亚的内战，居伊也卷入了这场战争，他与摩里亚专制君主曼努埃尔·坎塔库泽努斯（1349-1380年在位）站在一边，共同支持玛丽与其子于格·德吕西尼昂的宣称权，直到他们于1370年把宣称权卖给菲利波。
继承纠纷结束后，菲利波派遣居伊的哥哥，孔韦尔萨诺伯爵路易·德昂吉安前去亚该亚担任“代管”。此时，控制雅典公国的加泰罗尼亚佣兵团已进入衰落与内战的时期，佩拉尔塔的马修（Matthew of Peralta）于1370年上任“代理将军”（公国实际的统治者）后，情况有所好转。居伊和路易两兄弟认为这是一个收回祖先领地的良机：1370年3月28日，他们的哥哥莱切伯爵让·德昂吉安从领主那不勒斯女王乔万娜一世（1343-1382年在位）得到许可，聚集1千步兵和500骑兵，从意大利东南海岸运到希腊。居伊与摩里亚专制君主达成和约，以确保后方安全，作为威尼斯公民，他也曾向共和国寻求援助，于1370年3月和1371年2月两次被礼貌但坚定地拒绝。尽管如此，居伊还是在1371年春季进攻阿提卡，但他们没能攻下雅典卫城，路易又生病，只好撤退。同年8月，居伊与加泰罗尼亚人签订合约，其中规定，他的女儿、继承人玛丽将与霍安·德劳里亚（Joan de Llúria，可能是前任“代理将军”罗格·德劳里亚之子）结婚，但这一约定后并未成真。这次进攻也是布列讷-昂吉安家族最后一次尝试夺回领地，意大利的事务使得居伊的兄长们难以支援，随着奥斯曼威胁的增大，教皇也转而支持加泰罗尼亚人。1374-75年之际，富有野心的内里一世占领了墨伽拉，截断了居伊北上雅典的陆路，同样阻碍了居伊的计划。1376年10月后不久，居伊去世，他的女儿兼继承人玛丽·德昂吉安未成年且未婚，居伊的哥哥路易暂时担任摄政，1377年5月，他安排玛丽与威尼斯人皮埃特罗·科尔纳罗结婚，路易似乎于1377年几次袭击加泰罗尼亚人，后者很快也迎来终结——1379年，纳瓦拉佣兵团夺取了雅典公国。

### 被威尼斯接管

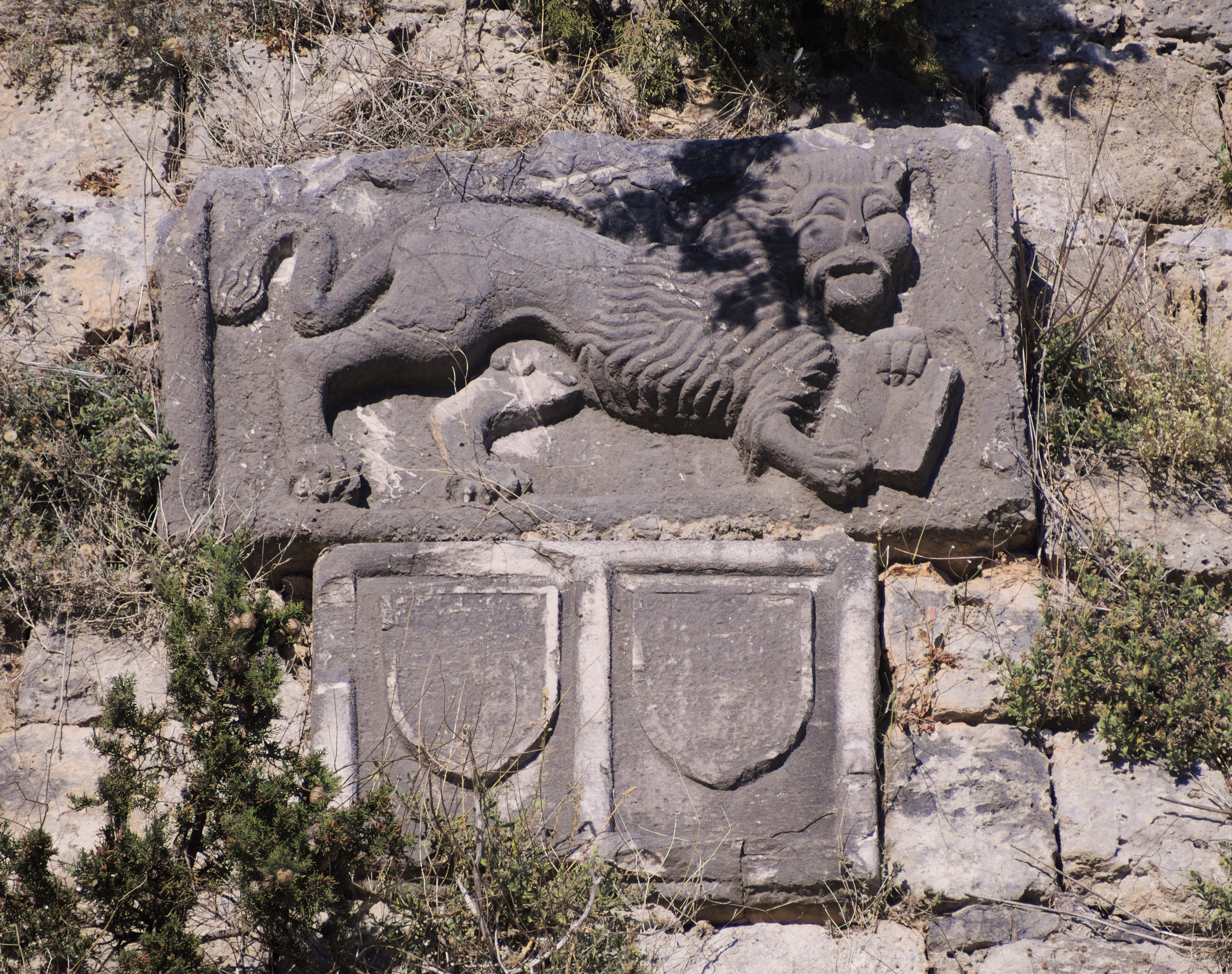
瑙普利亚卫城上的圣马可之狮（威尼斯的象征）雕刻

玛丽的丈夫属于科尔纳罗家族，该家是威尼斯的大族，既担任共和国官员，又在拉丁希腊有自己的势力，皮埃特罗的父亲费德里戈在1379年是威尼斯首富。玛丽与皮埃特罗的婚姻显示了威尼斯对该地区日益增长的兴趣，这主要是由于共和国在爱琴海面临新对手奥斯曼帝国的威胁。得到瑙普利亚后，威尼斯就可以完全控制摩里亚海岸，进一步可控制亚得里亚海到东地中海的航线，瑙普利亚本身是黑海贸易的中间站，也有一定价值。玛丽与皮埃特罗都很年轻，统治阿尔戈斯与瑙普利亚的头几年，他们住在威尼斯，皮埃特罗之父费德里戈负责照看领地，获得了共和国政府的许可，可以运送物资、武装桨帆船来保卫领地。1382年费德里戈去世，皮埃特罗获准前往瑙普利亚，现代史家安东尼·勒特雷尔（Anthony Luttrell）认为：“威尼斯议员们或多或少的认为这里是威尼斯的领地”。
1388年，皮埃特罗·科尔纳罗去世，玛丽无力保卫她的领地，于是在12月12日将其卖给威尼斯，换取700杜卡特的年金。但在威尼斯人前来接管之前，摩里亚专制君主狄奥多尔一世（1383-1407年在位）和他的岳父内里一世借奥斯曼将领埃夫雷诺斯之力，抢先占领了两城。威尼斯人很快将内里一世逐出瑙普利亚，但阿尔戈斯、基韦利和塞尔米斯（Thermisi）稳稳地被狄奥多尔掌握，直到1394年6月11日才被割让给威尼斯。1393年，玛丽去世，她的叔叔昂热尔贝（Engelbert）——当初本应继承希腊领地，却与居伊交换的那位，跳出来要求继承她的土地，威尼斯人于是拿出了当时卖地的文书，并说如果他愿意偿还原款，并且自己去攻取阿尔戈斯，威尼斯很愿意奉还领地，昂热尔贝于是放弃了要求。第一次奥斯曼-威尼斯战争（1463-1479）中，阿尔戈斯于1463年被奥斯曼占领。而瑙普利亚则在第三次奥斯曼-威尼斯战争（1537-1540）中于1540年被占领，从此威尼斯就失去了在摩里亚的所有领地。

## 阿尔戈斯与瑙普利亚的历任领主
- 奥顿一世·德拉罗什（英语：Othon de la Roche）（1212年-1234年以前），作为雅典领主（公爵）
- 奥顿二世·德拉罗什（法语：Othon V de la Roche）（1234年以前-1251年)
- 居伊一世·德拉罗什（英语：Guy I de la Roche）（1251年–1263年），作为雅典公爵
- 让一世·德拉罗什（英语：John I de la Roche）（1263年-1280年），作为雅典公爵
- 纪尧姆一世·德拉罗什（英语：William de la Roche）（1280年–1287年），作为雅典公爵
- 居伊二世·德拉罗什（英语：Guy II de la Roche）（1287年–1308年），作为雅典公爵
- 戈蒂埃一世·德布列讷（英语：Walter V of Brienne）（1308年–1311年)，作为雅典公爵
- 戈蒂埃二世·德布列讷（1311年–1356年），作为名义上的雅典公爵
- 居伊三世·德昂吉安（英语：Guy of Enghien）（1356年–1376年）
- 路易·德昂吉安（英语：Louis of Enghien）（1376年–1377年），作为玛丽的摄政
- 玛丽·德昂吉安（英语：Maria of Enghien）（1377年–1388年)，与丈夫皮埃特罗·科尔纳罗（英语：Pietro Cornaro）共治（1377年–1388年）
- 1388年领地卖给威尼斯共和国，而阿尔戈斯被摩里亚专制国占领，直到1394年。

## 引用
1. 1 2 3  McLeod 1962，第379頁.
2. ↑  Bon 1969，第110, 491–492頁.
3. ↑  Setton 1976，第21–23頁.
4. ↑  Fine 1994，第36–37頁.
5. ↑  Bon 1969，第55–56頁.
6. ↑  Fine 1994，第63–64頁.
7. ↑  Bon 1969，第58–59, 68, 70, 486頁.
8. ↑  Setton 1976，第36–37頁.
9. ↑  Fine 1994，第90頁.
10. ↑  Bon 1969，第486–488頁.
11. ↑  Topping 2000，第26, 27頁.
12. ↑  Longnon 1973，第65–69頁.
13. ↑  Longnon 1969，第242–245頁.
14. 1 2 3  Setton 1976，第68頁.
15. ↑  Bon 1969，第68頁.
16. ↑  Longnon 1973，第72頁.
17. ↑  Longnon 1969，第245頁.
18. ↑  Setton 1976，第79–80, 420–422, 432ff.頁.
19. ↑  Longnon 1973，第72–73頁.
20. ↑  Bon 1969，第123頁.
21. ↑  Setton 1976，第98–99, 427頁.
22. ↑  Setton 1976，第427–428頁.
23. ↑  Bon 1969，第674–676頁.
24. ↑  Luttrell 1966，第34頁.
25. ↑  Topping 1975a，第107–108頁.
26. ↑  Luttrell 1966，第34–35頁.
27. 1 2 3 4  Luttrell 1966，第35頁.
28. ↑  McLeod 1962，第378頁.
29. 1 2  Luttrell 1966，第37頁.
30. 1 2  Setton 1976，第452頁.
31. ↑  Setton 1976，第447–448, 449頁.
32. ↑  Setton 1976，第448–451頁.
33. ↑  Luttrell 1966，第35–36頁.
34. ↑  Luttrell 1966，第36頁.
35. ↑  Luttrell 1966，第36–37頁.
36. ↑  Setton 1976，第452–453頁.
37. ↑  Setton 1976，第154頁.
38. ↑  Bon 1969，第494–495頁.
39. 1 2 3  Luttrell 1966，第38頁.
40. 1 2 3 4 5 6  Kondylis 2010.
41. ↑  Luttrell 1966，第50–51頁.
42. ↑  Luttrell 1966，第38–39, 40, 52–53頁.
43. ↑  Luttrell 1966，第38 (note 39)頁.
44. ↑  Luttrell 1966，第55 (note 109)頁.
45. ↑  Bon 1969，第236, 702頁.
46. 1 2  Luttrell 1966，第40頁.
47. ↑  Luttrell 1966，第41–42頁.
48. ↑  Bon 1969，第236, 263頁.
49. ↑  Luttrell 1966，第42–43頁.
50. ↑  Luttrell 1966，第43–44頁.
51. ↑  Luttrell 1966，第43–45頁.
52. ↑  Bon 1969，第263–269頁.
53. ↑  Luttrell 1966，第47ff.頁.
54. ↑  Topping 1975b，第153–155頁.
55. ↑  Luttrell 1966，第46–47頁.
56. ↑  Fine 1994，第567, 568頁.